# Michael Pérez
Michael Pérez Ortiz (Zapopan, 14 febbraio 1993) è un calciatore messicano, centrocampista svincolato.

## Carriera

### Club
Dal 2012 gioca nel campionato messicano, dove ha vestito le maglia del Chivas e del Coras.

### Nazionale
È stato convocato per le Olimpiadi del 2016.

## Palmarès

### Club

#### Competizioni nazionali
- Coppa del Messico: 2

Guadalajara: Apertura 2015, Clausura 2017

#### Competizioni internazionali
- CONCACAF Champions League: 1

Pachuca: 2018